# Albert Kosler
Albert Kosler (ur. 21 maja 1933 w Häslich, obecnie część Haselbachtal, zm. 1 sierpnia 2018 w Berlinie) – niemiecki polityk, biolog i urzędnik, poseł do Volkskammer i obserwator w Parlamencie Europejskim.

## Życiorys
Syn fryzjera i pani domu. Po zdaniu matury w Kamenz od 1952 do 1957 studiował biologię na Uniwersytecie w Greifswaldzie. W 1965 uzyskał doktorat, zaś od 1980 do 1982 kształcił się w zakresie ochrony środowiska w Dreźnie. Od 1959 do 1966 pracował w obserwatorium biologicznym Uniwersytetu w Greifswaldzie na wyspie Hiddensee, następnie zatrudniony w okręgowym instytucie higieny w Berlinie (m.in. jako kierownik departamentu). Od 1990 do 1992 pracował w departamencie zdrowia we władzach Berlina.
Od 1949 działał w NRD-owskiej Unii Chrześcijańsko-Demokratycznej. Kierował jej strukturami w dzielnicy Altglienicke (1977–1985) i zasiadał w zarządzie okręgu Treptow (1985–1990). W marcu 1990 uzyskał mandat w Volkskammer (jego mandat wygasł wraz ze zjednoczeniem Niemiec w październiku 1990). Od 1992 do lipca 1994 był obserwatorem w Parlamencie Europejskim reprezentującym dawną NRD z rekomendacji ogólnokrajowego CDU (zastąpił Wolfganga Fiedlera).

## Życie prywatne
Był ewangelikiem. Miał żonę i czworo dzieci.